# Стюарт, Чарлз
Полковник сэр Чарлз Стюарт (англ. Charles Stuart; январь 1753 — 25 мая 1801) — британский дворянин, военный.
Чарлз Стюарт был четвёртым сыном Джона Стюарта, 3-го графа Бьюта. Уже в 1768 году он стал энсином 37-го пехотного полка. В 1770 году он стал лейтенантом в 7-м пехотном полку королевских фузилёров, а в 1775 году — капитаном в 37-м пехотном полку. Позднее в том же году он стал майором, командующим одним из батальонов полка, и принял участие в американской войне за независимость. В 1777 году стал подполковником 26-го пехотного полка, которым командовал до 1779 года.
Во время поездки в Великобританию Чарз Стюарт 19 апреля 1778 года женился на Анне Луизе Берти, после чего вернулся в Америку. Затем он был отправлен в Лондон для осуществления взаимодействия с министерством. После его возвращения из Америки у него родилось два сына:
- Чарльз (2 января 1779 — 6 ноября 1845), 1-й барон де Ротсей
- Джон Джеймс (29 августа 1782 — 19 марта 1811), капитан фрегата «Салданха», погиб вместе с кораблём

В 1782 году Чарлз Стюарт был произведён в полковники, однако его критицизм и нелюбовь короля Георга III к его отцу застопорили дальнейшую военную карьеру.
В 1776 году Чарлз Стюарт стал членом парламента от Боссини, сменив своего старшего брата Джона, ставшего бароном Кардиффским. Он оставался членом парламента до конца жизни (за исключением 1794—1796 годов), но не проявлял особого интереса к политике. Когда в 1792 году скончался отец, Чарлз унаследовал владение в Хэмпшире.
Когда началась Война первой коалиции, Чарлз Стюарт вернулся на действительную военную службу. 23 мая 1794 года он принял командование над армией на Корсике, и руководил осадой Кальви (во время которой Нельсон потерял глаз); его адъютантом в это время был полковник Джон Мур. 24 октября 1794 года он стал полковником 68-го пехотного полка. Однако его конфликты с командующим флотом адмиралом Самуэлем Худом и с губернатором Корсики Гилбертом Эллиотом вынудили его в феврале 1795 года подать в отставку. 25 марта 1795 года он был переведён с поста командира 68-го полка на пост командира 26-го пехотного полка, которым командовал до конца жизни.
В январе 1797 года Чарлз Стюарт был поставлен во главе войск, отправленных в Португалию для защиты Лиссабона. В 1798 году по рекомендации лорда Сент-Винсента он был отправлен во главе войск для захвата Менорки. Несмотря на отсутствие осадной артиллерии, он сумел вынудить испанцев сдаться, не потеряв при этом ни одного солдата; за этот успех он был принят в рыцари Ордена Бани. С 15 ноября 1798 года и до 1800 года он был британским губернатором острова.